# NGC 3734
NGC 3734 é uma galáxia espiral (Sbc) localizada na direcção da constelação de Crater. Possui uma declinação de -14° 04' 52" e uma ascensão recta de 11 horas, 34 minutos e 40,6 segundos.
A galáxia NGC 3734 foi descoberta em 19 de Abril de 1794 por William Herschel.